# Renée Colliard
Renée Colliard (n. 24 decembrie 1933, Geneva, Geneva, Elveția – d. 15 decembrie 2022) a fost o schioară alpină ce a reprezentat Elveția, medaliată olimpică. A participat la o ediție a Jocurilor Olimpice (1956) în care a câștigat o medalie de aur.

## Participări
Lista de mai jos prezintă principalele competiții la care a participat Renée Colliard de-a lungul carierei.
- alpine skiing at the 1956 Winter Olympics – ladies' slalom[*]